# Ivan Buljan
Ivan "Iko" Buljan (11 de desembre de 1949) és un exfutbolista croat de la dècada de 1970.
Fou 36 cops internacional amb la selecció iugoslava, amb la que disputà el Mundial de 1974.
Pel que fa a clubs, defensà els colors de Hajduk Split, Hamburger SV i New York Cosmos.
De 2008 a 2009, fou director esportiu al HNK Hajduk Split.